# Howe Street
Howe Street is een gehucht in het bestuurlijke gebied Chelmsford, in het Engelse graafschap Essex. Het maakt deel van de civil parish Great Waltham.